# Buffalo (Iowa)
Buffalo é uma cidade localizada no estado americano de Iowa, no Condado de Scott.

## Demografia
Segundo o censo americano de 2000, a sua população era de 1321 habitantes. 
Em 2006, foi estimada uma população de 1266, um decréscimo de 55 (-4.2%).

## Geografia
De acordo com o United States Census Bureau tem uma área de 
15,7 km², dos quais 15,6 km² cobertos por terra e 0,1 km² cobertos por água.

## Localidades na vizinhança
O diagrama seguinte representa as localidades num raio de 16 km ao redor de Buffalo. 